# Nationalpark Retezat
Der 383 km² große Nationalpark Retezat (Parcul Național Retezat) ist ein Nationalpark im Hochgebirge der Karpaten Rumäniens. Er wurde 1935 als erster Nationalpark des Landes gegründet und liegt im Retezat-Gebirge, im Westen der Südkarpaten. Seit 1979 ist ein Teil des Nationalparks als Biosphärenreservat der UNESCO ausgewiesen. Er läuft unter der WDPA ID 861. 104,4 km² der Kernzone des Nationalparks sind als sogenannte „Wilderness“ der European Wilderness Society zertifiziert und gehören zum Netzwerk der europäischen Wildnis-Schutzgebiete. 2008 wurde der Nationalpark Retezat vom Europarat mit dem Europäischen Diplom für geschützte Gebiete ausgezeichnet.
Die höchste Erhebung ist mit 2.509 Metern der Peleaga. Der mit 794 m tiefste Punkt im Park liegt in der Nähe der Berghütte Gura Zlata.
Der Nationalpark ist sehr bedeutsam für die Erhaltung der Artenvielfalt der europäischen Alpinflora, insbesondere im Bergwald.

## Fauna

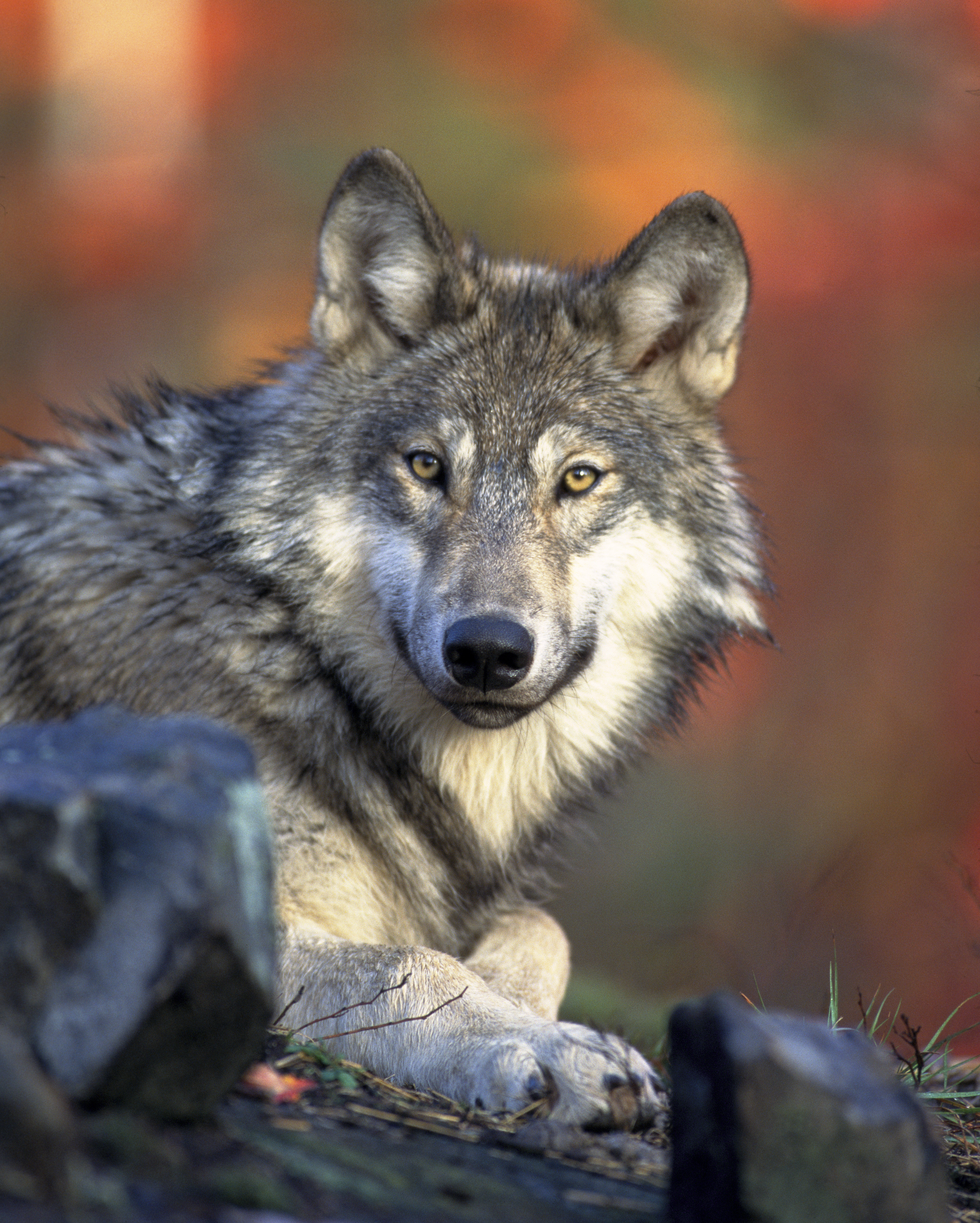
Wolf

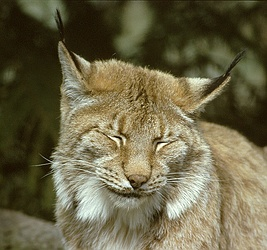
Eurasischer Luchs

Der Nationalpark ist seit Beginn Heimat der großen Raubtierarten Europas, Braunbär, Wolf und Luchs, aber auch für kleinere wie Rotfuchs oder Wildkatze. Hier trifft man auch auf Rothirsch, Reh und Wildschwein. In höheren Lagen leben Gämse und Alpenmurmeltier.
In den Flüssen des Nationalparks sind Fischotter, Bachforellen und Flachkäfer zu Hause.
Die Fichtenwälder sind von Auerhühnern, die Zirbelkiefern von Tannenhähern bewohnt.
Von den Greifvögeln sind der seltene Steinadler, aber auch Schreiadler, Uhu, Gänsegeier und Mönchsgeier vertreten.
Unter den 120 verschiedenen Vogelarten sind Buchfink, Singdrossel, Ringdrossel, Zwergschnäpper, Zilpzalp und Felsenschwalbe, Karmingimpel, Dreizehenspecht, Ohrenlerche nur einige, welche im Retezat-Nationalpark brüten. Deshalb wurde der Nationalpark auch zum Vogelschutzgebiet bzw. Natura-2000-Gebiet erklärt.
Die Reptilien sind beispielsweise durch die Kreuzotter und die Amphibien durch den Bergmolch vertreten.

## Flora
Mehr als ein Drittel der rumänischen Flora ist im Retezat-Gebirge zu finden.
Hochgelegene Wiesen bilden die Grundlage für eine reiche alpine Flora. Die Bergregionen sind mit verschiedenen Waldtypen bewachsen, besonders Buchen, Fichten und Tannen, mit Birken und Vogelbeere als Pionierpflanzen. In subalpinen Höhen trifft man oft auf Kiefern. Die Baumgrenze liegt etwa bei 1900 Metern, wo ab und an noch einige Fichten dem harschen Klima trotzen. Zirbelkiefern bieten die Nahrungsgrundlage für viele Vogelarten. Einige Gebiete sind mit Rhododendren bewachsen, aber auch die Grün-Erle trifft man an. Unterhalb der hohen Gipfel herrschen schlicht Talus und Steine.
Der Schutz der reichen alpinen Flora war der Hauptgrund, das Retezat-Gebirge als Nationalpark auszuweisen.
Einige der hier vorkommenden Arten sind relativ selten, z. B. Gletscher-Nelke, Felsenblümchen, Läusekraut, Zwerg-Primel, Tragant, Scharfes Berufkraut, Artemisia und Kohlröschen.
Der Retezat-Nationalpark ist das genetische Zentrum für zwei wichtige Bergpflanzengattungen, Habichtskräuter und Rispengräser.

## Geschichte
Die Unterschutzstellung der Hochgebirgswelt des Retezat-Gebirges und die Einrichtung des Nationalparks geht zurück auf die Initiative von Professor Alexandru Borza, Gründer des Botanischen Gartens von Cluj (Klausenburg) und Emil Racoviță.

## Siehe auch

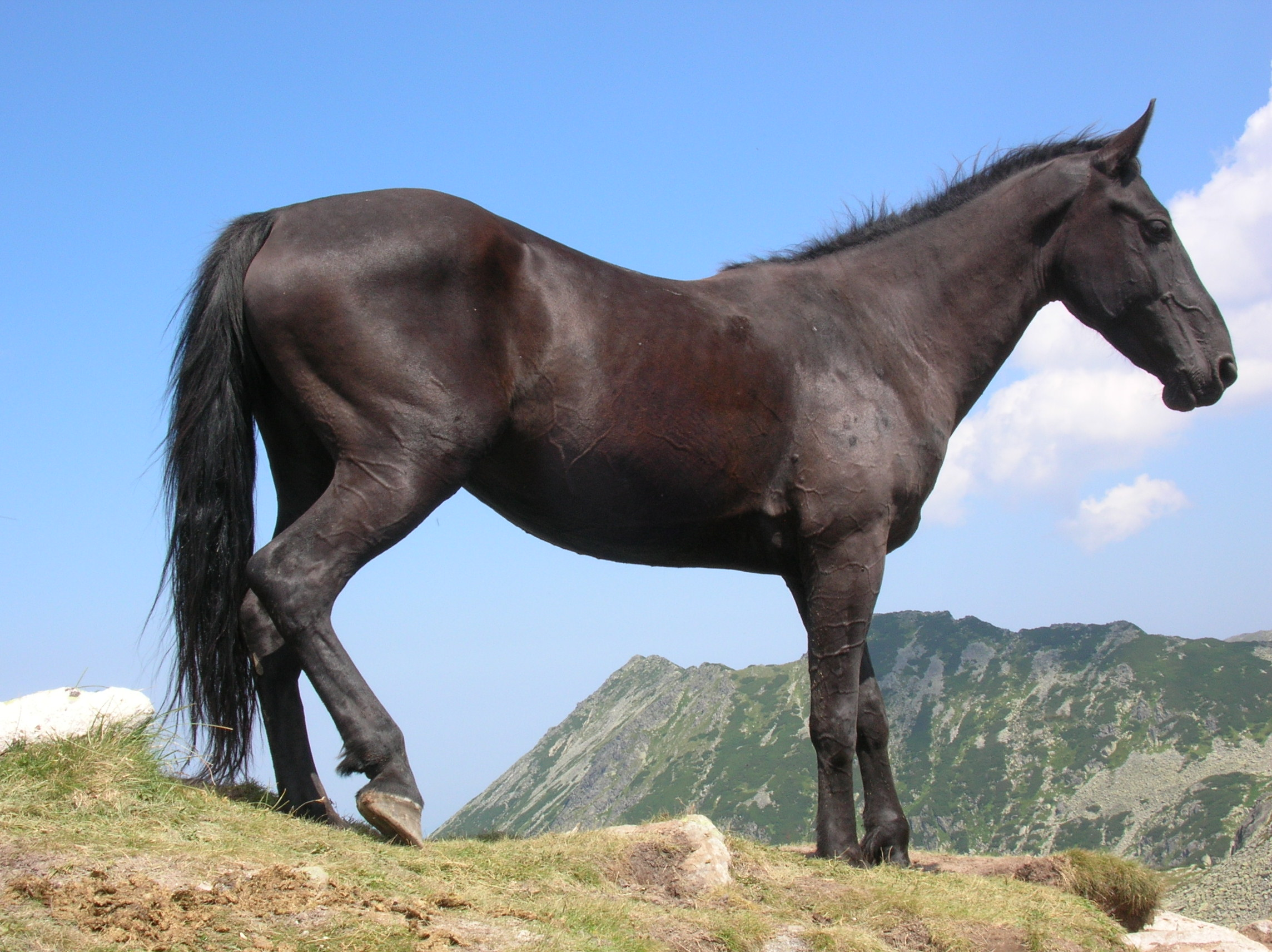
Pferd am Curmătura Bucurei (2206 m), Nähe Lacul Bucura